# Otto Heider
Karl Hermann Otto Heider (* 26. Mai 1896 in Bremerhaven; † 13. Mai 1960 in Aerzen-Groß Berkel) war ein deutscher Politiker (NSDAP). Zur Zeit des Nationalsozialismus war er von 1934 bis 1937 Bremer Bürgermeister. Während des Zweiten Weltkrieges war er von 1940 bis 1942 Polizeipräsident von Münster und leitete anschließend das Heiratsamt im Rasse- und Siedlungshauptamt (RuSHA), wo er zuletzt auch stellvertretender Leiter war. Er wurde zum SS-Brigadeführer und Generalmajor der Polizei befördert.

## Leben
Heider kam als Sohn eines Buchhändlers auf die Welt und durchlief Volks- und Realschulen in Bremerhaven, Bremen und Nordenham. Anschließend begann er eine Lehre in Elektrik, die er allerdings 1914 abbrechen musste, da er als Soldat in den Ersten Weltkrieg eingezogen wurde. Nach Kriegsende studierte er zwei Jahre lang von 1919 bis 1921 Elektrotechnik in Bremen, bevor er als Elektroingenieur arbeitete. Ab 1925 war er Leiter einer kleinen Geflügelfarm in Bad Sachsa. Von 1928 bis 1931 hatte er eine Arbeitsstelle auf der AG Weser und in der Bremer Baumwollbörse. Ab Februar 1931 war er für zwei Jahre arbeitslos.
Zum 14. September 1925 war Heider der NSDAP beigetreten (Mitgliedsnummer 18.615). Ab Juli 1930 war er Mitglied der SA. Er begann seine politische Karriere 1930 mit dem Einzug in die Bremische Bürgerschaft und ab 1931 mit der Bekleidung des Amtes des Fraktionsgeschäftsführers der NSDAP.
Nach der Machtergreifung der Nationalsozialisten ernannte man ihn am 11. März 1933 zum Kommissar für Arbeit-, Wohlfahrts- und Medizinalwesen, am 18. März zum kommissarischen Senator in diesen Bereichen und am 1. Oktober zum Senator für Arbeit, Technik und Wohlfahrt. Während seiner Amtszeit war er in Personalunion auch Präsident der Evangelischen Landeskirche. In dieser Funktion verhalf er den Deutschen Christen und Heinrich Weidemann als Landesbischof an die Macht. 
Am 29. Oktober 1934 wurde er Bürgermeister der Stadt Bremen. Eine Affäre um falsch verwendete Stiftungsgelder führte schließlich zu seiner Absetzung am 16. April 1937. Am 9. November 1935 wechselte er von der SA in die Schutzstaffel (SS-Nummer 274.979), in welcher er ein Jahr später den Rang eines SS-Oberführers zugesprochen bekam. Nach seiner Absetzung wurde er hauptamtlicher SS-Führer und als Stabsleiter des SS-Oberabschnitts West in Düsseldorf tätig.
1939 schied Heider im Rang eines Leutnants der Reserve aus der Wehrmacht aus. Während des Zweiten Weltkrieges war Heider ab Oktober 1939 zunächst kommissarisch und ab 1940 definitiv Polizeipräsident von Münster. Im September 1942 meldete er sich freiwillig zur Waffen-SS und leitete danach das Heiratsamt im Rasse- und Siedlungshauptamt (RuSHA). Zudem wurde er 1944/45 Stellvertreter des Leiters des RuSHA. Ab Juli 1942 war Heider als Laienrichter Mitglied am Volksgerichtshof. Innerhalb der Schutzstaffel stieg er Ende Januar 1942 bis zum SS-Brigadeführer auf und wurde Anfang Januar 1943 zum Generalmajor der Polizei befördert.
Nach der deutschen Kapitulation legte er sich einen falschen Namen zu und gelangte in sowjetische Kriegsgefangenschaft. Erst 1950 bekannte er sich zu seiner Identität und wurde in einem Spruchkammerverfahren als „Minderbelasteter“ entlassen. Anschließend leitete er ein Restaurant in Aerzen und nahm danach seine Arbeit als Elektroingenieur wieder auf, bevor er nach schwerer Krankheit im Alter von 65 Jahren starb.